# Fjodor Klimov

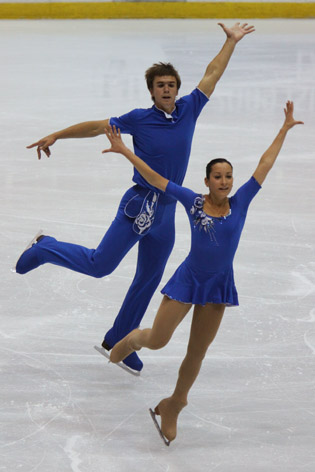
Klimov en Stolbova in 2009

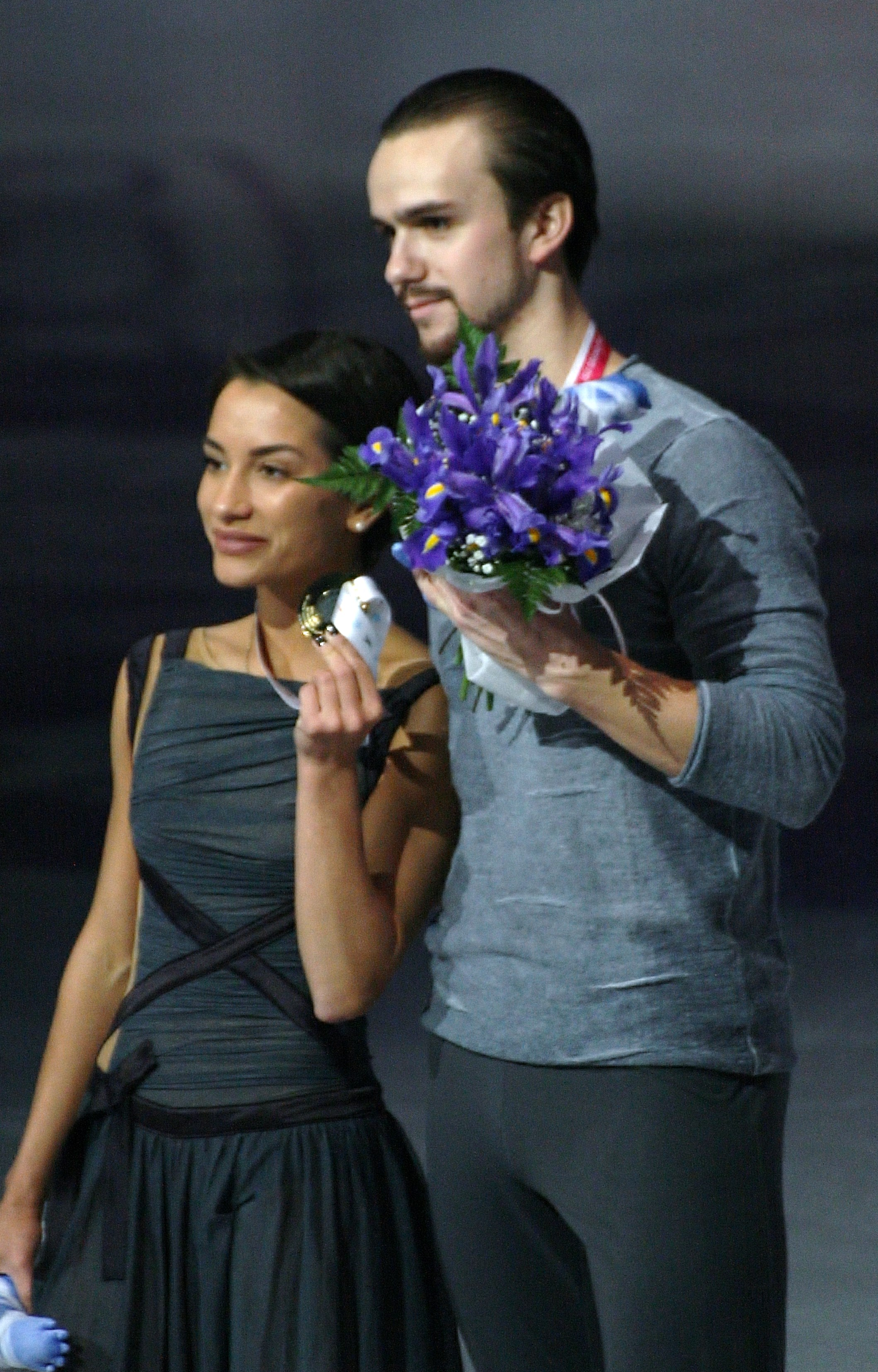
Klimov en Ksenia Stolbova (2015)

Fjodor Aleksandrovitsj Klimov (Russisch: Фёдор Александрович Климов) (Leningrad, 7 september 1990) is een Russisch voormalig kunstschaatser. Met zijn schaatspartner Ksenia Stolbova won Klimov tijdens de Olympische Spelen in Sotsji goud bij de landenwedstrijd.

## Biografie
Klimov begon dankzij zijn moeder, die kunstschaatscoach in Sint-Petersburg was, met schaatsen. Hoewel hij in eerste instantie niet geïnteresseerd was in paarrijden, maakte hij op zijn zestiende op advies van zijn moeder toch die overstap. Klimov had twee eerdere schaatspartners gehad - onder wie Alexandra Malakhova - voor hij in de lente van 2009 gekoppeld werd aan Ksenia Stolbova. Bij hun enige twee deelnames aan de WK junioren won het paar brons (2010) en zilver (2011).
In hun seniorencarrière veroverden ze driemaal zilver (EK 2014, 2015, 2018) en eenmaal brons (EK 2012). Stolbova en Klimov wonnen eveneens zilver tijdens de WK 2014. Daarnaast belandden ze op de tweede plek bij de paren op de Olympische Winterspelen 2014 in Sotsji. Bij de landenwedstrijd eindigde het Russische team op de eerste plek en werden Stolbova en Klimov dus ook olympisch kampioen.
De Russische bond wilde Stolbova en Klimov in 2018 ook afvaardigen naar de Olympische Winterspelen in Pyeongchang, maar om een grootschalig dopingschandaal als in 2014 te voorkomen werden nu tal van sporters geweigerd. Ook Stolbova werd voor de Spelen niet uitgenodigd door het IOC. Het paar sloeg daarop het WK over en kondigde later in het jaar aan helemaal te stoppen.
Klimov trouwde op 17 juni 2022 met kunstschaatsster Jevgenia Tarasova.

## Persoonlijke records
Stolbova/Klimov
| records             | punten | datum      | toernooi         |
| ------------------- | ------ | ---------- | ---------------- |
| Hoogste totaalscore | 229.44 | 11-12-2015 | Grand Prix Final |
| Hoogste korte kür   | 076.15 | 26-03-2014 | WK               |
| Hoogste vrije kür   | 154.60 | 11-12-2015 | Grand Prix Final |

## Belangrijke resultaten
2009-2018 met Ksenia Stolbova
| Kampioenschap            | 09/10 | 10/11  | 11/12         | 12/13         | 13/14         | 14/15         | 15/16         | 16/17         | 17/18         |
| ------------------------ | ----- | ------ | ------------- | ------------- | ------------- | ------------- | ------------- | ------------- | ------------- |
| Olympische Spelen        |       |        |               |               | · (team)      |               |               |               | diskw. (*)    |
| Wereldkampioenschap      |       |        |               |               | Zilver        |               | 4e            | 5e            |               |
| Europees kampioenschap   |       |        | Brons         | 6e            | Zilver        | Zilver        | t.z.t.        | 4e            | Zilver        |
| Grand Prix-finale        |       |        |               |               |               | Zilver        | Goud          |               | 4e            |
| Nationaal kampioenschap  |       | 6e     | Zilver        | Brons         | Goud          | Goud          | t.z.t.        | Goud          | Zilver        |
| WK junioren              | Brons | Zilver | geen deelname | geen deelname | geen deelname | geen deelname | geen deelname | geen deelname | geen deelname |
| Junior Grand Prix-finale | 7e    | Zilver | geen deelname | geen deelname | geen deelname | geen deelname | geen deelname | geen deelname | geen deelname |
| NK junioren              | Goud  | Goud   | geen deelname | geen deelname | geen deelname | geen deelname | geen deelname | geen deelname | geen deelname |

 t.z.t. = trokken zich terug
(*) Het paar was aanvankelijk geselecteerd voor de Spelen, maar Stolbova werd door het IOC geweigerd.
2014: Pljoesjtsjenko, Lipnitskaja, Volosozjar/Trankov, Stolbova/Klimov, Bobrova/Solovjov, Ilinych/Katsalapov ·
2018: Chan, Osmond, Daleman, Duhamel/Radford, Virtue/Moir ·
2022: Chen, Zhou, Chen, Knierim/Frazier, Hubbell/Donohue, Chock/Bates